# Фисенко, Валерий Яковлевич
Валерий Яковлевич Фисенко (1 января 1942, Таганрог — 21 мая 1984, Таганрог) — советский футболист, защитник, футбольный тренер. Мастер спорта СССР (1982).

## Биография
На взрослом уровне начал выступать в 1960 году в таганрогском «Торпедо» в классе «Б», провёл в команде два сезона.
В 1962 году перешёл в ростовский СКА. В первых трёх сезонах выступал только за дубль. В основном составе армейцев дебютировал 2 мая 1965 года в матче против минского «Динамо». Свой единственный гол на высшем уровне забил 3 октября 1965 года в ворота московского «Спартака». Всего в составе ростовского клуба сыграл в высшей лиге в 1965—1966 годах 22 матча и забил один гол.
В 1967 году перешёл в состав дебютанта высшей лиги луганской «Зари». Свой первый матч за клуб провёл 7 апреля 1967 года против московского «Динамо». Сыграв девять матчей в апреле-июне 1967 года, потерял место в составе, но числился в команде до 1968 года. Затем выступал за клубы Луганской области — «Химик» (Северодонецк) и «Коммунарец» (Коммунарск).
В 1971—1972 годах работал тренером-селекционером «Зари», затем до 1976 года — тренером в Луганском спортинтернате. В 1977 году вернулся в Таганрог и стал главным тренером «Торпедо», но отработал только первый круг. В начале 1980-х годов работал в таганрогском клубе тренером, а в июле 1983 года назначен главным тренером и оставался в этой должности до конца жизни.
Скоропостижно скончался 21 мая 1984 года в возрасте 42-х лет.

## Стиль игры
Высокий, мощный игрок, хорошо играющий головой и достаточно техничный для своих габаритов. Жесткий, дисциплинированный, неуступчивый защитник.— Сайт «Луганск. Наш футбол»